# Interlands Deens voetbalelftal 1940-1949
Deze pagina toont een chronologisch en gedetailleerd overzicht van de interlands die het Deens voetbalelftal heeft gespeeld in de periode 1940 – 1949.

## Interlands

### 1940
|                                                                        |                      |       |                    |                                                                                 |
| 6 oktober Vriendschappelijk № 120 «onderlinge duels» 14:00 uur (UTC+1) | Zweden               | 1 – 1 | Denemarken         | Råsundastadion, Solna Toeschouwers: 35.902 Scheidsrechter: Bertil Ahlfors (FIN) |
| 6 oktober Vriendschappelijk № 120 «onderlinge duels» 14:00 uur (UTC+1) | Arvid Emanuelsson 5' |       | 6' Børge Mathiesen | Råsundastadion, Solna Toeschouwers: 35.902 Scheidsrechter: Bertil Ahlfors (FIN) |

|                                                                         |                          |       |                                           |                                                                                              |
| 20 oktober Vriendschappelijk № 121 «onderlinge duels» 13:30 uur (UTC+2) | Denemarken               | 3 – 3 | Zweden                                    | Københavns Idrætspark, Denemarken Toeschouwers: 40.600 Scheidsrechter: Einar Lundström (FIN) |
| 20 oktober Vriendschappelijk № 121 «onderlinge duels» 13:30 uur (UTC+2) | Kaj Hansen 23', 37', 41' |       | 13' Sven Jonasson 72', 86' Erik Holmqvist | Københavns Idrætspark, Denemarken Toeschouwers: 40.600 Scheidsrechter: Einar Lundström (FIN) |

|                                                                          |                  |       |            |                                                                                     |
| 17 november Vriendschappelijk № 122 «onderlinge duels» 14:30 uur (UTC+2) | Duitsland        | 1 – 0 | Denemarken | Stadion Hoheluft, Hamburg Toeschouwers: 28.000 Scheidsrechter: Bertil Ahlfors (FIN) |
| 17 november Vriendschappelijk № 122 «onderlinge duels» 14:30 uur (UTC+2) | Helmut Schön 62' |       |            | Stadion Hoheluft, Hamburg Toeschouwers: 28.000 Scheidsrechter: Bertil Ahlfors (FIN) |

### 1941
|                                                                           |                                       |       |                                    |                                                                              |
| 14 september Vriendschappelijk № 123 «onderlinge duels» 14:00 uur (UTC+1) | Zweden                                | 2 – 2 | Denemarken                         | Råsundastadion, Solna Toeschouwers: 35.929 Scheidsrechter: Helmut Fink (GER) |
| 14 september Vriendschappelijk № 123 «onderlinge duels» 14:00 uur (UTC+1) | Henry Karlsson 71' Sven Jacobsson 74' |       | 26' Johannes Pløger 38' Kaj Hansen | Råsundastadion, Solna Toeschouwers: 35.929 Scheidsrechter: Helmut Fink (GER) |

|                                                                         |                                    |       |                    |                                                                                            |
| 19 oktober Vriendschappelijk № 124 «onderlinge duels» 13:30 uur (UTC+2) | Denemarken                         | 2 – 1 | Zweden             | Københavns Idrætspark, Denemarken Toeschouwers: 40.933 Scheidsrechter: Max Viinioksa (FIN) |
| 19 oktober Vriendschappelijk № 124 «onderlinge duels» 13:30 uur (UTC+2) | Johannes Pløger 57' Kaj Hansen 77' |       | 61' Erik Holmqvist | Københavns Idrætspark, Denemarken Toeschouwers: 40.933 Scheidsrechter: Max Viinioksa (FIN) |

|                                                                          |                       |       |                |                                                                                        |
| 16 november Vriendschappelijk № 125 «onderlinge duels» 15:00 uur (UTC+2) | Duitsland             | 1 – 1 | Denemarken     | Stadion am Ostragehege, Dresden Toeschouwers: 45.000 Scheidsrechter: Ivan Eklind (SWE) |
| 16 november Vriendschappelijk № 125 «onderlinge duels» 15:00 uur (UTC+2) | Wilhelm Hahnemann 38' |       | 56' Kaj Hansen | Stadion am Ostragehege, Dresden Toeschouwers: 45.000 Scheidsrechter: Ivan Eklind (SWE) |

### 1942
|                                                                      |            |                                                                      |        |                                                                                         |
| 28 juni Vriendschappelijk № 126 «onderlinge duels» 13:30 uur (UTC+2) | Denemarken | 0 – 3                                                                | Zweden | Københavns Idrætspark, Denemarken Toeschouwers: 40.360 Scheidsrechter: Johan Alho (FIN) |
| 28 juni Vriendschappelijk № 126 «onderlinge duels» 13:30 uur (UTC+2) |            | 36' (e.d.) Poul Laurits Hansen 40' Gunnar Nordahl 68' Henry Karlsson |        | Københavns Idrætspark, Denemarken Toeschouwers: 40.360 Scheidsrechter: Johan Alho (FIN) |

|                                                                        |                                    |       |                          |                                                                                |
| 4 oktober Vriendschappelijk № 127 «onderlinge duels» 14:00 uur (UTC+1) | Zweden                             | 2 – 1 | Denemarken               | Råsundastadion, Solna Toeschouwers: 36.638 Scheidsrechter: Max Viinioksa (FIN) |
| 4 oktober Vriendschappelijk № 127 «onderlinge duels» 14:00 uur (UTC+1) | Gunnar Gren 27' Gunnar Nordahl 63' |       | 81' (pen.) Arne Sørensen | Råsundastadion, Solna Toeschouwers: 36.638 Scheidsrechter: Max Viinioksa (FIN) |

### 1943
|                                                                      |                                              |       |                                    |                                                                                         |
| 20 juni Vriendschappelijk № 128 «onderlinge duels» 13:30 uur (UTC+2) | Denemarken                                   | 3 – 2 | Zweden                             | Københavns Idrætspark, Denemarken Toeschouwers: 36.000 Scheidsrechter: Johan Alho (FIN) |
| 20 juni Vriendschappelijk № 128 «onderlinge duels» 13:30 uur (UTC+2) | Kaj Christiansen 9', 47' Johannes Pløger 82' |       | 42' Gunnar Gren 60' Gunnar Nordahl | Københavns Idrætspark, Denemarken Toeschouwers: 36.000 Scheidsrechter: Johan Alho (FIN) |

### 1944
Geen interlands gespeeld.

### 1945
|                                                                      |                                       |       |                    |                                                                                  |
| 24 juni Vriendschappelijk № 129 «onderlinge duels» 18:00 uur (UTC+1) | Denemarken                            | 2 – 1 | Zweden             | Råsundastadion, Solna Toeschouwers: 37.135 Scheidsrechter: Kolbjørn Dæhlen (NOR) |
| 24 juni Vriendschappelijk № 129 «onderlinge duels» 18:00 uur (UTC+1) | Gunnar Nordahl 24' Erik Holmqvist 80' |       | 12' Helmuth Søbirk | Råsundastadion, Solna Toeschouwers: 37.135 Scheidsrechter: Kolbjørn Dæhlen (NOR) |

|                                                                     |                                          |       |                                                               |                                                                                              |
| 1 juli Vriendschappelijk № 130 «onderlinge duels» 13:30 uur (UTC+2) | Denemarken                               | 3 – 4 | Zweden                                                        | Københavns Idrætspark, Denemarken Toeschouwers: 39.000 Scheidsrechter: Thorleif Nordbø (NOR) |
| 1 juli Vriendschappelijk № 130 «onderlinge duels» 13:30 uur (UTC+2) | Karl Aage Hansen 28', 59' Kaj Hansen 41' |       | 25', 47' (pen.) Olle Ålund 37' Gunnar Nordahl 87' Gunnar Gren | Københavns Idrætspark, Denemarken Toeschouwers: 39.000 Scheidsrechter: Thorleif Nordbø (NOR) |

|                                                                          |                                                                   |       |                                   |                                                                                               |
| 26 augustus Vriendschappelijk № 131 «onderlinge duels» 13:00 uur (UTC+1) | Denemarken                                                        | 4 – 2 | Noorwegen                         | Københavns Idrætspark, Kopenhagen Toeschouwers: 40.000 Scheidsrechter: Torsten Carlsson (SWE) |
| 26 augustus Vriendschappelijk № 131 «onderlinge duels» 13:00 uur (UTC+1) | Kaj Christiansen 7', 50' Karl Aage Hansen 83' Aage Rou Jensen 89' |       | 35' Bjørn Spydevold 44' Kjell Moe | Københavns Idrætspark, Kopenhagen Toeschouwers: 40.000 Scheidsrechter: Torsten Carlsson (SWE) |

|                                                                          |                                                                   |       |                                   |                                                                              |
| 9 september Vriendschappelijk № 132 «onderlinge duels» 13:15 uur (UTC+2) | Noorwegen                                                         | 1 – 5 | Denemarken                        | Ullevaalstadion, Oslo Toeschouwers: 34.000 Scheidsrechter: Ivan Eklind (SWE) |
| 9 september Vriendschappelijk № 132 «onderlinge duels» 13:15 uur (UTC+2) | Knut Brynildsen 46' Karl Aage Hansen 67', 82' Carl Aage Præst 84' |       | 30' Helge Bronée 41' Viggo Jensen | Ullevaalstadion, Oslo Toeschouwers: 34.000 Scheidsrechter: Ivan Eklind (SWE) |

|                                                                           |                                                                                  |       |                    |                                                                             |
| 30 september Vriendschappelijk № 133 «onderlinge duels» 14:00 uur (UTC+1) | Zweden                                                                           | 4 – 1 | Denemarken         | Råsundastadion, Solna Toeschouwers: 37.318 Scheidsrechter: Johan Alho (FIN) |
| 30 september Vriendschappelijk № 133 «onderlinge duels» 14:00 uur (UTC+1) | Gunnar Nordahl 26' Henry Karlsson 37' Jørn Jegsen 39' (e.d.) Stellan Nilsson 53' |       | 16' Gustaf Pålsson | Råsundastadion, Solna Toeschouwers: 37.318 Scheidsrechter: Johan Alho (FIN) |

### 1946
|                                                                      |                                |       |                             |                                                                               |
| 16 juni Vriendschappelijk № 134 «onderlinge duels» 18:00 uur (UTC+1) | Noorwegen                      | 2 – 1 | Denemarken                  | Ullevaalstadion, Oslo Toeschouwers: 34.000 Scheidsrechter: George Clark (ENG) |
| 16 juni Vriendschappelijk № 134 «onderlinge duels» 18:00 uur (UTC+1) | Hans Nordahl 9' Knut Osnes 58' |       | 24' Jørgen Leschly Sørensen | Ullevaalstadion, Oslo Toeschouwers: 34.000 Scheidsrechter: George Clark (ENG) |

|                                                                      |                                                                     |       |                 |                                                                                            |
| 23 juni Vriendschappelijk № 135 «onderlinge duels» 13:30 uur (UTC+2) | Denemarken                                                          | 3 – 1 | Zweden          | Københavns Idrætspark, Denemarken Toeschouwers: 38.000 Scheidsrechter: Oscar Carlsen (NOR) |
| 23 juni Vriendschappelijk № 135 «onderlinge duels» 13:30 uur (UTC+2) | Johannes Pløger 42' Jørgen Leschly Sørensen 87' Carl Aage Præst 90' |       | 58' Gunnar Gren | Københavns Idrætspark, Denemarken Toeschouwers: 38.000 Scheidsrechter: Oscar Carlsen (NOR) |

|                                                                     |                                              |       |            |                                                                                           |
| 8 juli Vriendschappelijk № 136 «onderlinge duels» 19:00 uur (UTC+2) | Noorwegen                                    | 2 – 0 | Denemarken | Københavns Idrætspark, Kopenhagen Toeschouwers: 39.000 Scheidsrechter: John Nilsson (SWE) |
| 8 juli Vriendschappelijk № 136 «onderlinge duels» 19:00 uur (UTC+2) | Carl Aage Præst 38' Arne Sørensen 69' (pen.) |       |            | Københavns Idrætspark, Kopenhagen Toeschouwers: 39.000 Scheidsrechter: John Nilsson (SWE) |

|                                                    |         |                                                         |            |                                                                                     |
| 17 juli Vriendschappelijk № 137 «onderlinge duels» | IJsland | 0 – 3                                                   | Denemarken | Melavöllur, Reykjavik Toeschouwers: 8.000 Scheidsrechter: Thoralf Kristiansen (NOR) |
| 17 juli Vriendschappelijk № 137 «onderlinge duels» |         | 5' Karl Hansen 72' Kaj Christiansen 74' Jørgen Sørensen |            | Melavöllur, Reykjavik Toeschouwers: 8.000 Scheidsrechter: Thoralf Kristiansen (NOR) |

|                                                                          |                                |       |                                                                                 |                                                                                    |
| 1 september Vriendschappelijk № 138 «onderlinge duels» 14:00 uur (UTC+2) | Finland                        | 2 – 5 | Denemarken                                                                      | Olympisch Stadion, Helsinki Toeschouwers: 17.778 Scheidsrechter: Ivan Eklind (SWE) |
| 1 september Vriendschappelijk № 138 «onderlinge duels» 14:00 uur (UTC+2) | Helge Svahn 8' Erik Beijar 90' |       | 7' Ivan Jensen 50' Johannes Pløger 61', 85' Erling Sørensen 82' Carl Aage Præst | Olympisch Stadion, Helsinki Toeschouwers: 17.778 Scheidsrechter: Ivan Eklind (SWE) |

|                                                                        |                                                     |       |                                                                      |                                                                             |
| 6 oktober Vriendschappelijk № 139 «onderlinge duels» 15:00 uur (UTC+1) | Zweden                                              | 3 – 3 | Denemarken                                                           | Ullevi, Göteborg Toeschouwers: 29.954 Scheidsrechter: Einar Lundström (FIN) |
| 6 oktober Vriendschappelijk № 139 «onderlinge duels» 15:00 uur (UTC+1) | Gunnar Gren 12' Knut Nordahl 44' Gunnar Nordahl 79' |       | 70' Carl Aage Præst 75' Jørgen Leschly Sørensen 87' Karl Aage Hansen | Ullevi, Göteborg Toeschouwers: 29.954 Scheidsrechter: Einar Lundström (FIN) |

|                                                                         |                                                                                            |       |                            |                                                                                           |
| 20 oktober Vriendschappelijk № 140 «onderlinge duels» 13:30 uur (UTC+1) | Denemarken                                                                                 | 7 – 1 | Noorwegen                  | Københavns Idrætspark, Kopenhagen Toeschouwers: 39.650 Scheidsrechter: Folke Nyberg (FIN) |
| 20 oktober Vriendschappelijk № 140 «onderlinge duels» 13:30 uur (UTC+1) | Karl Aage Hansen 20', 52', 78', 89' Jørgen Leschly Sørensen 62' Carl Aage Præst 65' (pen.) |       | 42' (pen.) Knut Brynildsen | Københavns Idrætspark, Kopenhagen Toeschouwers: 39.650 Scheidsrechter: Folke Nyberg (FIN) |

### 1947
|                                                                                 |                      |       |                                                               |                                                                                            |
| 15 juni Noords Kampioenschap 1937/47 № 141 «onderlinge duels» 13:30 uur (UTC+2) | Denemarken           | 1 – 4 | Zweden                                                        | Københavns Idrætspark, Denemarken Toeschouwers: 38.000 Scheidsrechter: George Reader (ENG) |
| 15 juni Noords Kampioenschap 1937/47 № 141 «onderlinge duels» 13:30 uur (UTC+2) | Karl Aage Hansen 57' |       | 7', 21' Gunnar Nordahl 30' Nils Liedholm 49' Lennart Lindskog | Københavns Idrætspark, Denemarken Toeschouwers: 38.000 Scheidsrechter: George Reader (ENG) |

|                                                                      |                                          |       |                         |                                                                                                  |
| 20 juni Vriendschappelijk № 142 «onderlinge duels» 19:00 uur (UTC+2) | Denemarken                               | 2 – 2 | Tsjecho-Slowakije       | Københavns Idrætspark, Denemarken Toeschouwers: 42.000 Scheidsrechter: Thoralf Kristiansen (NOR) |
| 20 juni Vriendschappelijk № 142 «onderlinge duels» 19:00 uur (UTC+2) | Carl Aage Præst 14' Karl Aage Hansen 76' |       | 17', 46' Vojtech Zachar | Københavns Idrætspark, Denemarken Toeschouwers: 42.000 Scheidsrechter: Thoralf Kristiansen (NOR) |

| | |       |                             |                                                                                  |
| 26 juni Vriendschappelijk NFF 40-jarig jubileumtoernooi № 143 «onderlinge duels» 19:00 uur (UTC+1) | Zweden | 6 – 1 | Denemarken                  | Råsundastadion, Solna Toeschouwers: 37.500 Scheidsrechter: Kolbjørn Dæhlen (NOR) |
| 26 juni Vriendschappelijk NFF 40-jarig jubileumtoernooi № 143 «onderlinge duels» 19:00 uur (UTC+1) | Börje Leander 4' (pen.), pen.' Sune Andersson 25' Gunnar Nordahl 47' Stig Nyström 50' Malte Mårtensson 87' |       | 82' Jørgen Leschly Sørensen | Råsundastadion, Solna Toeschouwers: 37.500 Scheidsrechter: Kolbjørn Dæhlen (NOR) |

|                                                                                      |                                           |       |                                                                                |                                                                               |
| 21 september Noords Kampioenschap 1937/47 № 144 «onderlinge duels» 13:15 uur (UTC+1) | Noorwegen                                 | 3 – 5 | Denemarken                                                                     | Ullevaalstadion, Oslo Toeschouwers: 34.756 Scheidsrechter: John Nilsson (SWE) |
| 21 september Noords Kampioenschap 1937/47 № 144 «onderlinge duels» 13:15 uur (UTC+1) | Gunnar Thoresen 35' Knut Osnes 42' (pen.) |       | 1' (e.d.) Gunnar Hansen 10', 82' Jørgen Wagner Hansen 13', 83' Carl Aage Præst | Ullevaalstadion, Oslo Toeschouwers: 34.756 Scheidsrechter: John Nilsson (SWE) |

|                                                                                   |                                                                             |       |                 |                                                                                       |
| 5 oktober Noords Kampioenschap 1937/47 № 145 «onderlinge duels» 13:30 uur (UTC+1) | Denemarken                                                                  | 4 – 1 | Finland         | Aarhus Stadion, Aarhus Toeschouwers: 22.300 Scheidsrechter: John Erik Andersson (SWE) |
| 5 oktober Noords Kampioenschap 1937/47 № 145 «onderlinge duels» 13:30 uur (UTC+1) | Jørgen Wagner Hansen 2' Carl Aage Præst 4', 23' Jørgen Leschly Sørensen 57' |       | 80' Olof Stolpe | Aarhus Stadion, Aarhus Toeschouwers: 22.300 Scheidsrechter: John Erik Andersson (SWE) |

### 1948
|                                                                                 |                 |       |                      |                                                                                             |
| 12 juni Noords Kampioenschap 1948/51 № 146 «onderlinge duels» 19:00 uur (UTC+2) | Denemarken      | 1 – 2 | Noorwegen            | Københavns Idrætspark, Kopenhagen Toeschouwers: 41.000 Scheidsrechter: Gunnar Dahlner (SWE) |
| 12 juni Noords Kampioenschap 1948/51 № 146 «onderlinge duels» 19:00 uur (UTC+2) | Ivan Jensen 24' |       | 37', 50' Jann Sørdal | Københavns Idrætspark, Kopenhagen Toeschouwers: 41.000 Scheidsrechter: Gunnar Dahlner (SWE) |

|                                                                                 |         |                                                                |            |                                                                                    |
| 15 juni Noords Kampioenschap 1948/51 № 147 «onderlinge duels» 19:00 uur (UTC+2) | Finland | 0 – 3                                                          | Denemarken | Olympisch Stadion, Helsinki Toeschouwers: 20.464 Scheidsrechter: Ivan Eklind (SWE) |
| 15 juni Noords Kampioenschap 1948/51 № 147 «onderlinge duels» 19:00 uur (UTC+2) |         | 11' (pen.) John Hansen 56' Kaj Christiansen 88' Harald Lyngsaa |            | Olympisch Stadion, Helsinki Toeschouwers: 20.464 Scheidsrechter: Ivan Eklind (SWE) |

|                                                                      |                                                                                                  |       |       |                                                                                             |
| 26 juni Vriendschappelijk № 148 «onderlinge duels» 19:30 uur (UTC+2) | Denemarken                                                                                       | 8 – 0 | Polen | Københavns Idrætspark, Denemarken Toeschouwers: 28.900 Scheidsrechter: Edvin Pedersen (NOR) |
| 26 juni Vriendschappelijk № 148 «onderlinge duels» 19:30 uur (UTC+2) | Karl Aage Hansen 26', 87' Carl Aage Præst 39', 73', 88' John Hansen 44', 45' Johannes Pløger 78' |       |       | Københavns Idrætspark, Denemarken Toeschouwers: 28.900 Scheidsrechter: Edvin Pedersen (NOR) |

| Olympische Spelen 1948 |
| ---------------------- |

|                                                                                   |               |              |                                                       |                                                                                   |
| 31 juli Olympische Spelen Eerste ronde № 149 «onderlinge duels» 18:30 uur (UTC+1) | Egypte        | 1 – 3 (n.v.) | Denemarken                                            | Selhurst Park, Londen Toeschouwers: 12.000 Scheidsrechter: Stanley Boardman (ENG) |
| 31 juli Olympische Spelen Eerste ronde № 149 «onderlinge duels» 18:30 uur (UTC+1) | El Guindy 83' |              | 82', 95' Karl Aage Hansen 119' (pen.) Johannes Pløger | Selhurst Park, Londen Toeschouwers: 12.000 Scheidsrechter: Stanley Boardman (ENG) |

|                                                                                     |                                                    |       |                                                               |                                                                                 |
| 5 augustus Olympische Spelen Kwartfinale № 150 «onderlinge duels» 18:30 uur (UTC+1) | Denemarken                                         | 5 – 3 | Italië                                                        | Arsenal Stadium, Londen Toeschouwers: 12.000 Scheidsrechter: William Ling (ENG) |
| 5 augustus Olympische Spelen Kwartfinale № 150 «onderlinge duels» 18:30 uur (UTC+1) | John Hansen 31', 55', 75', 81' Johannes Pløger 83' |       | 49' Emidio Cavigioli 67' Emilio Caprile 79' Francesco Pernigo | Arsenal Stadium, Londen Toeschouwers: 12.000 Scheidsrechter: William Ling (ENG) |

|                                                                                       |                                   |       |                                              | |
| 10 augustus Olympische Spelen Halve finale № 151 «onderlinge duels» 18:30 uur (UTC+1) | Denemarken                        | 2 – 4 | Zweden                                       | British Empire Exhibition Stadium, Londen Toeschouwers: 20.000 Scheidsrechter: Stanley Boardman (ENG) |
| 10 augustus Olympische Spelen Halve finale № 151 «onderlinge duels» 18:30 uur (UTC+1) | Holger Seebach 3' John Hansen 77' |       | 18', 44' Henry Karlsson 30', 37' Kjell Rosén | British Empire Exhibition Stadium, Londen Toeschouwers: 20.000 Scheidsrechter: Stanley Boardman (ENG) |

|                                                                      |                                                     |       |                                                                                      | |
| 13 augustus Olympische Spelen Bronzen finale № 152 14:00 uur (UTC+1) | Groot-Brittannië                                    | 3 – 5 | Denemarken                                                                           | British Empire Exhibition Stadium, Londen Toeschouwers: 50.000 Scheidsrechter: Karel van der Meer (NED) |
| 13 augustus Olympische Spelen Bronzen finale № 152 14:00 uur (UTC+1) | Andrew Aitkew 5' John Hardisty 33' William Amor 63' |       | 12', 49' Carl Aage Præst 16' John Hansen 41' Jørgen Leschly Sørensen 77' John Hansen | British Empire Exhibition Stadium, Londen Toeschouwers: 50.000 Scheidsrechter: Karel van der Meer (NED) |

|  |  |  |  |  |  |  |  |  |

|                                                                           |            |       |          |                                                                                                 |
| 26 september Vriendschappelijk № 153 «onderlinge duels» 13:30 uur (UTC+1) | Denemarken | 0 – 0 | Engeland | Københavns Idrætspark, Denemarken Toeschouwers: 41.000 Scheidsrechter: Karel van der Meer (NED) |
| 26 september Vriendschappelijk № 153 «onderlinge duels» 13:30 uur (UTC+1) |            |       |          | Københavns Idrætspark, Denemarken Toeschouwers: 41.000 Scheidsrechter: Karel van der Meer (NED) |

|                                                                                    |                   |       |            |                                                                                |
| 10 oktober Noords Kampioenschap 1948/51 № 154 «onderlinge duels» 15:00 uur (UTC+1) | Zweden            | 1 – 0 | Denemarken | Råsundastadion, Solna Toeschouwers: 37.801 Scheidsrechter: George Reader (ENG) |
| 10 oktober Noords Kampioenschap 1948/51 № 154 «onderlinge duels» 15:00 uur (UTC+1) | Nils Liedholm 23' |       |            | Råsundastadion, Solna Toeschouwers: 37.801 Scheidsrechter: George Reader (ENG) |

### 1949
|                                                                      |                         |       |                                 |                                                                                                   |
| 12 juni Vriendschappelijk № 155 «onderlinge duels» 13:30 uur (UTC+1) | Denemarken              | 1 – 2 | Nederland                       | Københavns Idrætspark, Denemarken Toeschouwers: 31.000 Scheidsrechter: Thoralv Christiansen (NOR) |
| 12 juni Vriendschappelijk № 155 «onderlinge duels» 13:30 uur (UTC+1) | Svend Jørgen Hansen 32' |       | 11' Abe Lenstra 54' Faas Wilkes | Københavns Idrætspark, Denemarken Toeschouwers: 31.000 Scheidsrechter: Thoralv Christiansen (NOR) |

|                                                                      |                  |       |                                         | |
| 19 juni Vriendschappelijk № 156 «onderlinge duels» 18:00 uur (UTC+2) | Polen            | 1 – 2 | Denemarken                              | Stadion Wojska Polskiego imienia Marszałka Józefa Piłsudskiego, Warschau Toeschouwers: 40.000 Scheidsrechter: Jozef Nemčovský (TCH) |
| 19 juni Vriendschappelijk № 156 «onderlinge duels» 18:00 uur (UTC+2) | Alfred Kokot 44' |       | 54' Frank Reckendorff 58' Knud Lundberg | Stadion Wojska Polskiego imienia Marszałka Józefa Piłsudskiego, Warschau Toeschouwers: 40.000 Scheidsrechter: Jozef Nemčovský (TCH) |

|                                                                         |                                                                                    |       |                         |                                                                                   |
| 7 augustus Vriendschappelijk № 157 «onderlinge duels» 13:30 uur (UTC+1) | Denemarken                                                                         | 5 – 1 | IJsland                 | Aarhus Stadion, Aarhus Toeschouwers: 11.000 Scheidsrechter: Kolbjørn Dæhlen (NOR) |
| 7 augustus Vriendschappelijk № 157 «onderlinge duels» 13:30 uur (UTC+1) | Knud Lundberg 3' Jens Peder Hansen 35', 57' Kai Frandsen 51' Frank Reckendorff 65' |       | 79' Halldór Halldórsson | Aarhus Stadion, Aarhus Toeschouwers: 11.000 Scheidsrechter: Kolbjørn Dæhlen (NOR) |

|                                                                                      |            |                                          |         |                                                                                             |
| 11 september Noords Kampioenschap 1948/51 № 158 «onderlinge duels» 13:30 uur (UTC+1) | Denemarken | 0 – 2                                    | Finland | Københavns Idrætspark, Denemarken Toeschouwers: 25.700 Scheidsrechter: Gunnar Dahlner (SWE) |
| 11 september Noords Kampioenschap 1948/51 № 158 «onderlinge duels» 13:30 uur (UTC+1) |            | 14' Yrjö Asikainen 25' Kalevi Lehtovirta |         | Københavns Idrætspark, Denemarken Toeschouwers: 25.700 Scheidsrechter: Gunnar Dahlner (SWE) |

|                                                                                      |           |                                             |            |                                                                             |
| 11 september Noords Kampioenschap 1948/51 № 159 «onderlinge duels» 13:15 uur (UTC+1) | Noorwegen | 0 – 2                                       | Denemarken | Ullevaalstadion, Oslo Toeschouwers: 38.085 Scheidsrechter: Wolf Karni (FIN) |
| 11 september Noords Kampioenschap 1948/51 № 159 «onderlinge duels» 13:15 uur (UTC+1) |           | 28' Frank Reckendorff 84' Jens Peder Hansen |            | Ullevaalstadion, Oslo Toeschouwers: 38.085 Scheidsrechter: Wolf Karni (FIN) |

|                                                                                    |                                                                     |       |                                     |                                                                                         |
| 23 oktober Noords Kampioenschap 1948/51 № 160 «onderlinge duels» 13:00 uur (UTC+1) | Denemarken                                                          | 3 – 2 | Zweden                              | Københavns Idrætspark, Denemarken Toeschouwers: 41.000 Scheidsrechter: Johan Alho (FIN) |
| 23 oktober Noords Kampioenschap 1948/51 № 160 «onderlinge duels» 13:00 uur (UTC+1) | Claes Petersen 62' Jørgen Wagner Hansen 65' Edvin Hansen 85' (pen.) |       | 28' Hasse Jeppson 75' Bror Mellberg | Københavns Idrætspark, Denemarken Toeschouwers: 41.000 Scheidsrechter: Johan Alho (FIN) |

| |           |                    |            |                                                                                       |
| 11 december Wedstrijd 60-jarig jubileum Nederlandse voetbalbond № 161 «onderlinge duels» 14:00 uur (UTC+1) | Nederland | 0 – 1              | Denemarken | Olympisch Stadion, Amsterdam Toeschouwers: 65.000 Scheidsrechter: Maurice Hamus (LUX) |
| 11 december Wedstrijd 60-jarig jubileum Nederlandse voetbalbond № 161 «onderlinge duels» 14:00 uur (UTC+1) |           | 56' Harald Lyngsaa |            | Olympisch Stadion, Amsterdam Toeschouwers: 65.000 Scheidsrechter: Maurice Hamus (LUX) |

Albanië · België · Bulgarije · Denemarken · Duitsland · Engeland · Estland · Finland · Frankrijk · Griekenland · Hongarije · Ierland · IJsland · Israël · Italië · Joegoslavië · Kroatië · Letland · Litouwen · Luxemburg · Nederland · Noord-Ierland · Noorwegen · Oostenrijk · Polen · Portugal · Roemenië · Schotland · Slowakije · Spanje · Tsjecho-Slowakije · Turkije · Wales · Zweden · Zwitserland
DBU · A-internationals · Selecties · Bondscoaches · Deens vrouwenelftal · Olympisch elftal · Denemarken U21 · Denemarken U20 · Denemarken U19 · Denemarken U18 · Denemarken U17 · Denemarken U16 · Vrouwen U17
1908 – 1919 ·
1920 – 1929 ·
1930 – 1939 ·
1940 – 1949 ·
1950 – 1959 ·
1960 – 1969 ·
1970 – 1979 ·
1980 – 1989 ·
1990 – 1999 ·
2000 – 2009 ·
2010 – 2019 ·
2020 − 2029
EK's: 1964 · 
1984 · 
1988 · 
1992 · 
1996 · 
2000 · 
2004 · 
2012 · 
2020 · 
2024
WK's: 1986 · 
1998 · 
2002 · 
2010 · 
2018 · 
2022
OS: 1908 · 
1912 · 
1920 · 
1948 · 
1952 · 
1960 · 
1972 · 
1992 · 
2016
1908 · 
1909 · 
1910 · 
1911 · 
1912 · 
1913 · 
1914 · 
1915 · 
1916 · 
1917 · 
1918 · 
1919 · 
1920 · 
1921 · 
1922 · 
1923 · 
1924 · 
1925 · 
1926 · 
1927 · 
1928 · 
1929 · 
1930 · 
1931 · 
1932 · 
1933 · 
1934 · 
1935 · 
1936 · 
1937 · 
1938 · 
1939 · 
1940 · 
1941 · 
1942 · 
1943 · 
1944 · 
1946 · 
1947 · 
1948 · 
1949 · 
1950 · 
1952 · 
1952 · 
1953 · 
1954 · 
1955 · 
1956 · 
1957 · 
1958 · 
1959 · 
1960 · 
1961 · 
1962 · 
1963 · 
1964 · 
1965 · 
1966 · 
1967 · 
1968 · 
1969 · 
1970 · 
1971 · 
1972 · 
1973 · 
1974 · 
1975 · 
1976 · 
1977 · 
1978 · 
1979 · 
1980 · 
1981 · 
1982 · 
1983 · 
1984 · 
1985 · 
1986 · 
1987 · 
1988 · 
1989 · 
1990 ·
1991 · 
1992 · 
1993 · 
1994 · 
1995 · 
1996 · 
1997 · 
1998 · 
1999 · 
2000 · 
2001 · 
2002 · 
2003 · 
2004 · 
2005 · 
2006 · 
2007 · 
2008 · 
2009 · 
2010 · 
2011 · 
2012 · 
2013 · 
2014 · 
2015 · 
2016 · 
2017 · 
2018 ·
2019 ·
2020 ·
2021 ·
2022 ·
2023
Albanië ·
Algerije ·
Argentinië ·
Armenië ·
Australië ·
België ·
Bermuda ·
Bosnië en Herzegovina · 
Brazilië ·
Bulgarije ·
Canada ·
Chili ·
Cyprus ·
DDR ·
Duitsland ·
Ecuador ·
Egypte ·
Engeland ·
Estland ·
Faeröer · 
Finland · 
Frankrijk ·
Gambia ·
Georgië ·
Ghana ·
Gibraltar ·
GOS ·
Griekenland ·
Honduras ·
Hongarije ·
Hongkong ·
Ierland ·
IJsland ·
Indonesië ·
Iran ·
Israël ·
Italië ·
Japan ·
Joegoslavië ·
Kameroen ·
Kazachstan ·
Kosovo · 
Kroatië · 
Letland ·
Liechtenstein ·
Litouwen ·
Luxemburg ·
Malta ·
Marokko ·
Mexico ·
Moldavië · 
Montenegro · 
Nederland ·
Nederlandse Antillen ·
Nigeria ·
Noord-Ierland ·
Noord-Macedonië ·
Noorwegen ·
Oekraïne ·
Oostenrijk ·
Panama ·
Paraguay ·
Peru ·
Polen ·
Portugal ·
Roemenië ·
Rusland ·
San Marino ·
Saoedi-Arabië ·
Schotland ·
Senegal ·
Servië ·
Singapore ·
Slovenië ·
Slowakije ·
Sovjet-Unie ·
Spanje ·
Suriname ·
Thailand ·
Togo · 
Tsjechië ·
Tsjecho-Slowakije ·
Tunesië · 
Turkije · 
Uruguay ·
Verenigde Arabische Emiraten ·
Verenigde Staten ·
Wales ·
Wit-Rusland ·
Zuid-Afrika ·
Zuid-Korea ·
Zweden ·
Zwitserland
Argentinië (1995) · 
Australië (2018) ·
Australië (2022) · 
België (2021) · 
Duitsland (1992) · 
Duitsland (2012) · 
Engeland (2021) · 
Finland (2021) · 
Frankrijk (2002) · 
Frankrijk (2018) · 
Japan (2010) · 
Kameroen (2010) · 
Kroatië (2018) · 
Nederland (2010) · 
Nederland (2012) · 
Peru (2018) · 
Portugal (2012) · 
Rusland (2021) · 
Senegal (2002) · 
Tsjechië (2021) · 
Uruguay (2002) · 
Wales (2021)